# Sjarhej Hurenka

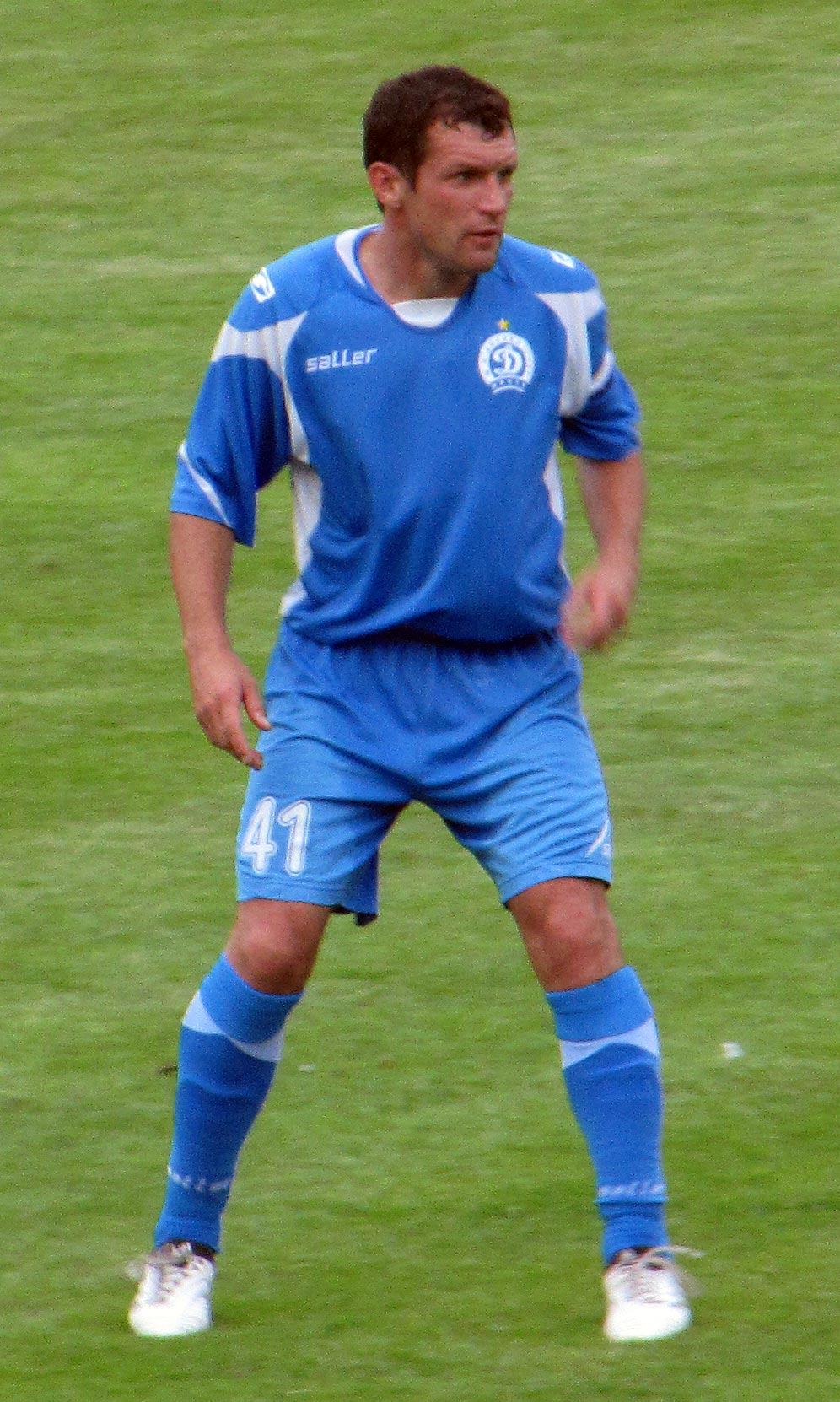
Sjarhej Hurenka.

Sjarhej Vitalevitj Hurenka (belarusiska: Сярге́й Віта́левіч Гурэ́нка, łacinka: Siarhiej Vitalevič Hurenka, ryska: Серге́й Вита́льевич Гуре́нко, Sergej Vitaljevitj Gurenko), född född 30 september 1972 i Grodno, Grodno (oblast), Vitryska SSR i Sovjetunionen (nuvarande Hrodna, Hrodna (voblast) i Belarus), är en belarusisk fotbollstränare och före detta fotbollsspelare (försvarare, högerback) som för närvarande är tränare för Sjachtar Salihorsk.
Hans äldre son Artsjom Hurenka är professionell fotbollsspelare.